# Manoir de Caroro
Le manoir de Caroro est situé à Pluherlin en France.

## Localisation
Le manoir est situé sur le territoire de la commune de Pluherlin, au lieu-dit Caroro, dans le département du Morbihan en région Bretagne.

## Description
Le manoir date des XVIe et XVIIe siècles, orienté au sud, composé d'un corps de logis à un étage carré, accessible par une tour demi hors-œuvre sur la façade postérieure, et d'une dépendance située dans le même alignement. Construit en moellons sans chaîne en pierre de taille de granite. Toiture en longs pans couverte d'ardoises. Le rampant de pignon découvert mouluré et très soigneusement appareillé est légèrement brisé pour suivre le coyau prononcé de la toiture. Escalier demi-hors-œuvre : escalier à vis sans jour.

## Historique
Le manoir date du XVIIe siècle, il est remanié au  XIXe siècle. Il n'est pas mentionné dans les réformations jusqu'en 1536 : sa construction qui remonte au milieu du XVIe siècle explique cette absence, à moins que son toponyme n'ait été changé : Il pourrait s'agir d'un autre lieu noble, mentionné par Le Méné et non retrouvé. Le manoir ayant été déclassé en ferme, ses ouvertures sont en partie modifiées : les fenêtres à l'étage sont agrandies au XIXe siècle, celle de gauche vers le bas peut-être pour la transformer en gerbière. La fenêtre du rez-de-chaussée à gauche semble percée au XVIIIe siècle ou au XIXe siècle. Un four figuré sur le cadastre de 1840 n'existe plus aujourd'hui. L'appentis est rajouté sur la façade nord est postérieur à 1840, de même que la dépendance construite dans le prolongement de l'ancien logis, et réaménagée en habitation à la fin du XXe siècle ou au début du XXIe siècle.
Il est inscrit à l'inventaire général du patrimoine culturel.